# Покшивниця (Лодзинське воєводство)
Покшивниця (пол. Pokrzywnica) — село в Польщі, у гміні Пйонтек Ленчицького повіту Лодзинського воєводства.
Населення — 328 осіб (2011).
У 1975-1998 роках село належало до Плоцького воєводства.

## Демографія
Демографічна структура станом на 31 березня 2011 року:
|          | Загалом | Допрацездатний вік | Працездатний вік | Постпрацездатний вік |
| -------- | ------- | ------------------ | ---------------- | -------------------- |
| Чоловіки | 153     | 23                 | 113              | 17                   |
| Жінки    | 175     | 27                 | 104              | 44                   |
| Разом    | 328     | 50                 | 217              | 61                   |